# Дорније Do D
Дорније Do D је борбени хидроавион са пловцима, спадао је у класу хидроавион бомбардер-торпедни авион. Направљен у Немачкој за потребе Југословенског поморског ваздухопловства у фирми Дорније на бази путничког авиона Дорније Merkur. Авион је први пут полетео 1924. године.

## Пројектовање и развој
Фирма Дорније је 1921. године избацила на тржиште авион Дорније Komet који је успео да се наметне у цивилном путничком саобраћају тако да је за кратко време одржавао неколико ваздушних линија у Европи. Авион је усавршаван и након Komet III, 1925. године, конструисан је нови путнички авион ознаке Merkur, који је полетео 10. фебруара 1925. године. Убрзо затим је уследила нова измена која је добила ознаку Merkur II. Разлика између ова два авиона је била у томе што је Merkur имао мотор BMW 600 KS без редуктора а Merkur II имао мотор BMW 500 KS са редуктором. Оба авиона су могла да превезу 6 до 8 путника и имао је 2 члана посаде.
Током 1924. године, инжењер и оснивач фабрике Дорније, Др. инж. Клоуд Дорније, добија позив из Јапана да конструише нови торпедни авион који би се, у две верзије копненој (са точковима) и морнаричкој (са пловцима), производио у фабрици Кавасаки из Кобеа. Да би скратио време потребно за пројектовање нове летелице Дорније је искористио планове авиона фамилије Komet и Merkur, тако да су прототипови, покретани мотором Rolls-Royce Eagle IX 360KS, били спремни за испитивање већ у октобру месецу исте године. Прототип копненог торпедног бомбардера добија ознаку Do C, док прототип хидроавиона добија ознаку Do D. Већ следеће године прототипови учествују на испитивању Јапанске морнарице и упркос томе што су једини успели да испуне веома ригорозне захтеве, фирма Кавасаки не добија уговор.
Сличан авион, са појачаним мотором (BMW VI 5,5 снаге 500KS) је понуђен Југословенском поморском ваздухопловству које је наручило 24 авиона Дорније Do-D. Укупно је направљено 29 ових авиона 24 за Југославију, 1 за Јапан, 3 за Луфтхансу, а један је уништен у току испитивања.

### Технички опис
Авион Дорније Do D је био једномоторни висококрилац са пловцима потпуно металне конструкције. Имао је посаду од 4 члана.
Труп авиона је био четвртастог попречног пресека који се сужавао према репу, а са унутрашње стране био је ојачан ребрима, а облога је била од равног алуминијумског лима (ојачана уздужним укрућењима). За делове који су трпели највеће оптерећене кориштен је челик док су остали делови били израђени од алуминијума. Због спречавања корозије, кориштена је нова високо легирана врста челика, док су делови од алуминијума добили заштитни премаз од лака. Са леве стране су постојала врата за улазак у труп авиона а са обе стране трупа се налазио по један прозор. Унутрашњост трупа је била неопремљена, постављена су само два седишта за смештај механичара и радио оператера. Кокпит пилота су били смештени у отвореним кабинама, које су се налазиле једна поред друге, на горњој страни трупа испод крила. Видљивост пилота је била ограничена великим крилом, пловцима и мотором. Иза пилота такође у отвореној кабини према репу био је смештен осматрач-стрелац који је био наоружан са двоцевним помичним митраљезом Дарне калибра 7,7 mm. На доњој страни репног дела трупа такође се налазио отвор кроз који се могао истурити митраљез за заштиту доње задње сфере авиона. До отворених пилотских и осматрачких кабина се долазило кроз труп авиона.
Дванаесто цилиндрични водом хлађени мотор (BMW VI снаге 500/600KS) V распореда је био постаљвљен у носу авиона на који је била причвршћена двокрака или четворокрака дрвена елиса фиксног корака. Хладњаци за воду четвртастог облика налазили су се са обе стране авиона испод крила.
Крила су правоугаоног облика са заобљеним крајевима, алуминијумске носеће конструкције обложене таласастим алуминијумским лимом. Крило је снажним везама (балдахином) било причвршћено за труп а са сваке стране имало је по пар упорница које су се ослањале на ноге пловака. Крила су била велике површине што је обезбеђивало стабилност у лету и добро планирање (лет без мотора).
Пловци су били израђени такође од дуралуминијума са непропусним преградама и отворима на горњој површини за преглед и испумпавање воде. Носачи пловака су били обложени дуралуминијумским лимом тако да су посаде авиона, авион популарно звали у „гаћама“ у овим облогама су били смештени додатни резервоари за гориво запремине 185 литара.

## Наоружање
| Наоружање авиона: Дорније      |                                                                 |
| Ватрено (стрељачко) наоружање  |                                                                 |
| Топ                            |                                                                 |
| Митраљез                       |                                                                 |
| Број и ознака митраљеза        | 1 назад, Дарне ()                                               |
| Број метака                    | 1.500                                                           |
| Калибар                        | 7,7                                                             |
| Бомбардерско наоружање (бомбе) |                                                                 |
| Класичне авио бомбе            | 1 х торпедо 530mm /1 х класична бомба 250 kg/2 х дубинске бомбе 150 |
| Укупна маса                    | 300                                                             |
| Број тачака за подвешавање     | 2                                                               |
| Ракетно наоружање (ракете)     |                                                                 |

## Оперативно коришћење
Авиони Дорније Do D које је купила Луфтханса су служили за обуку и тренажу пилота хидроавиона иако су ови авиони били превасходно намењени војној употреби. Луфтханса је у то време ширила мрежу својих линија у које су биле укључене и прекоморске линије на којима су се користили велики хидроавиони марке Дорније. Примена ових авиона за обуку и тренажу пилота је била сигурно из економских разлога.

### Коришћење Дорније Do D у Поморском ваздухопловству Краљевине Југославије
Суочена са високим трошковима изградње ратне морнарице и временским периодом који је потребан за то, и истовремено нужност заштите приобаља јер Италија није била баш мирољубиви сусед, морало се у Југославији на брзину нешто предузети. Одлучено је да се иде на јачање поморског ваздухопловства као јефтинијег начина одбране. Чињеница је била, да је до тог тренутка у саставу ПВ имало само хидроавионе који су могли да бомбардују, али не и торпедују противничке бродове. Стога је МВМ (Министарство Војске и Морнарице), 1926. године, наручило 10 летелица Дорније типа Do D, и један Do Wаl, који стижу већ исте године. Од прототипа су се разликовали по новом јачем мотору БМW VI са 600 КС. У ПВ летелице добијају бројеве од 201 до 210. Прва два авиона су прелетела из Фридрихсхафена до Кумбора а остали су дошли железницом у деловима па су монтирани у поморској радионици. Од пристиглих и монтираних авиона је одмах формирана оперативна јединица 20. хидроескадрила за торпедовање. Ови хидроавиони су користили торпеда калибра 530 mm, а југословенска морнарица је располагала само торпедима која су наслеђена од Аустроугарске 1921. године, калибра 450 mm. Да би се обавила испитивања и тактичко техничка обука посада, позајмљена су торпеда од Француза и у току пролећа и лета 1927. године обављена су прва испитивања. Резултати торпедовања нису били задовољавајући јер је торпедо било претешко за овај авион тако да му је било потребно јако пуно времена да са тим теретом постигне оптималну висину за лансирање торпеда. Тако да је друга серија ових авиона испоручених 1929. године била без функције торпедовања тј. били су класични бомбардери-извиђачи.
Поред овога, на самом почетку службе ових летелица показали су се и неки веома озбиљни недостаци. Наиме, и поред веома робустног изгледа, стајни трап је био веома осетљив на тврђа и слетања по мало јачем мору а пловци су пропуштали воду. Осим тога наши летачи су се жалили и на слаб мотор, лоше маневарске способности за војни авион, због кога је летелица имала релативно дугачак залет оптерећена убојним средствима. Да су ове критике биле оправдане, стоји и доказ да је до наручивања друге серије (1929. године), 5 хидроавиона овог типа било уништено у разним удесима (углавном због лома стајног трапа).
Ови авиони су у југословенском поморском ваздухопловству службовали до лета 1939. године када су повучени из употребе. Поред борбене употребе ови авиони су коришћени и за аерофото снимање као и за спасилачке активности.

## Земље које су користиле овај авион
| - Вајмарска република - Јапанско царство - Краљевина Југославија |